# Чотири танкісти і пес (телефільм)
«Чотири танкісти і пес» (пол. «Czterej pancerni i pies») — польський чорно-білий телевізійний серіал, знятий за книгою «Czterej pancerni i pies» Януша Пшимановского. Серіал належить до військово-пригодницького жанру і оповідає про бойові будні екіпажу танка «Рудий» та пса на ім'я Шарик під час Другої світової війни.
Прем'єра серіалу відбулася 9 травня 1966 року. Серіал складається з трьох сезонів, які були зняті та продемонстровані на польському телебаченні в 1966, 1969 і 1970 рр.. Повністю серіал, розрахований на дитячу та молодіжну аудиторію, щорічно демонструвався у Польщі аж до 1989 р. У СРСР серіал був вперше показаний 25 вересня 1968 року.
Під час показу в Польщі серіал мав грандіозний успіх. Не меншу популярність серіал здобув в СРСР (під назвою «Чотири танкісти та собака», «народна» назва «Три поляка, грузин та собака»), в НДР під назвою «Vier Panzerfahrer und ein Hund», а також в інших країнах Радянського блоку.

## Сюжет

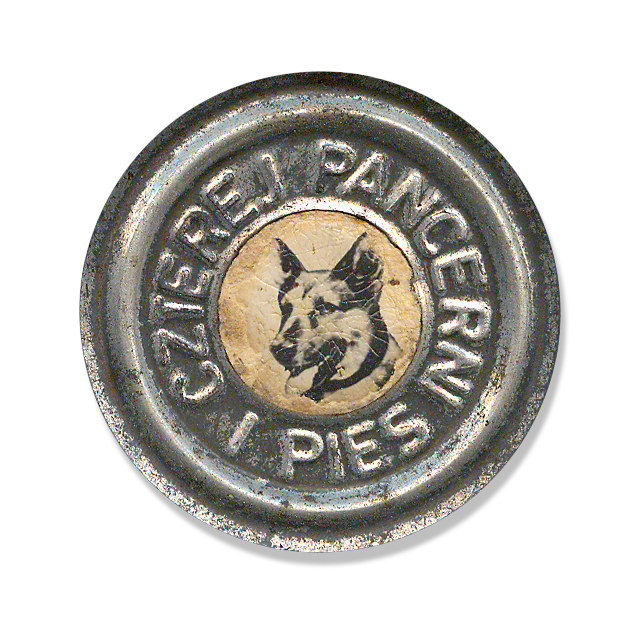
Знак з Чотири танкісти і пес

За сюжетом, події, змальовані в серіалі, мають місце під час Другої світової війни на території СРСР, Польщі та Німеччини, які Радянська армія та Військо польське звільняла від нацистських військ.
Серіал розповідає про життя екіпажу танка та німецької вівчарки на ім'я Шарик (пол. Szarik) з 1-ї Варшавської танкової бригади імені героїв Westerplatte 1-ї армії польської армії, про їхній танк Т-34-85 з бортовим номером № 102, який вони назвали «Рудий» (пол. Rudy), на честь одної з головних героїнь — російської дівчини Марусі на прізвисько «Вогник».
Янек, Густлік, Григорій, Томас, Ольгерд та їхні фронтові товариші попадають в різні ситуації та з честю виходять з них, демонструючи наполегливість, мужність, військову вправність, високі моральні принципи і добрий дружній гумор. Нацистів, їхніх ворогів, змальовано доволі розмито, без ретельного документального їх зображення. Проте, цей образ ворога підкреслює людяність героїв телесеріалу та неминучість їхньої перемоги над загарбниками.

## Назви серій
1 сезон — 1966 рік
- Екіпаж (пол. «Załoga»)
- Радість і гіркота (пол. «Radość i gorycz»)
- Де ми — там кордон (пол. «Gdzie my — tam granica»)
- Собачий пазур (пол. «Psi pazur»)
- Рудий, мед та нагорода (пол. «Rudy, miód i krzyże»)
- Міст (пол. «Most»)
- Роздоріжжя (пол. «Rozstajne drogi»)
- Берег моря (пол. «Brzeg morza)»)

2 сезон — 1969 рік
- Заміна (пол. «Zamiana»)
- На чверть після непарної години (пол. «Kwadrans po nieparzystej»)
- Військовий сів (пол. «Wojenny siew»)
- Форт Ольгерд (пол. «Fort Olgierd»)
- Парі зі смертю (пол. «Zakład o śmierć»)
- Над шлюзом (пол. «Czerwona seria»)
- Висока хвиля (пол. «Wysoka fala»)
- Далекий дозор (пол. «Daleki patrol»)

3 сезон — 1970 рік
- Клін (пол. «Klin»)
- Кільця (пол. «Pierścienie»)
- Тіргартен (пол. «Tiergarten»)
- Брама (пол. «Brama»)
- Дім (пол. «Dom»)

## Екранізація книги
Книга відомого польського письменника, поета і публіциста Януша Пшимановського «Четверо танкістів» вийшла у світ в 1967 році. Через три роки книга видавалася під звичною назвою — «Чотири танкісти і собака»), яка стала користуватися таким успіхом, що по ній зняли однойменний телесеріал. Письменник зіграв у фільмі фотографа (епізодична роль у останньому фрагменті).

## У ролях
- Роман Вільгельмі — Ольгерд Ярош
- Франтішек Пєчка — Густлік (Густав Вільгельмович Єлень)[1]
- Януш Гайос — Янек Кос
- Влодзімеж Пресс — Григорій Саакашвілі
- В'єслав Голас — Томек Черешняк
- Малгожата Німірська — Лідка Вишневська
- Пола Ракса — Маруся
- Вітольд Пиркош — Франек Віхура
- Олександр Бєлявський — капітан Іван Павлов